# Pueblo romano

Cambios de fronteras del Estado romano desde el siglo a. C. hasta el siglo d. C.

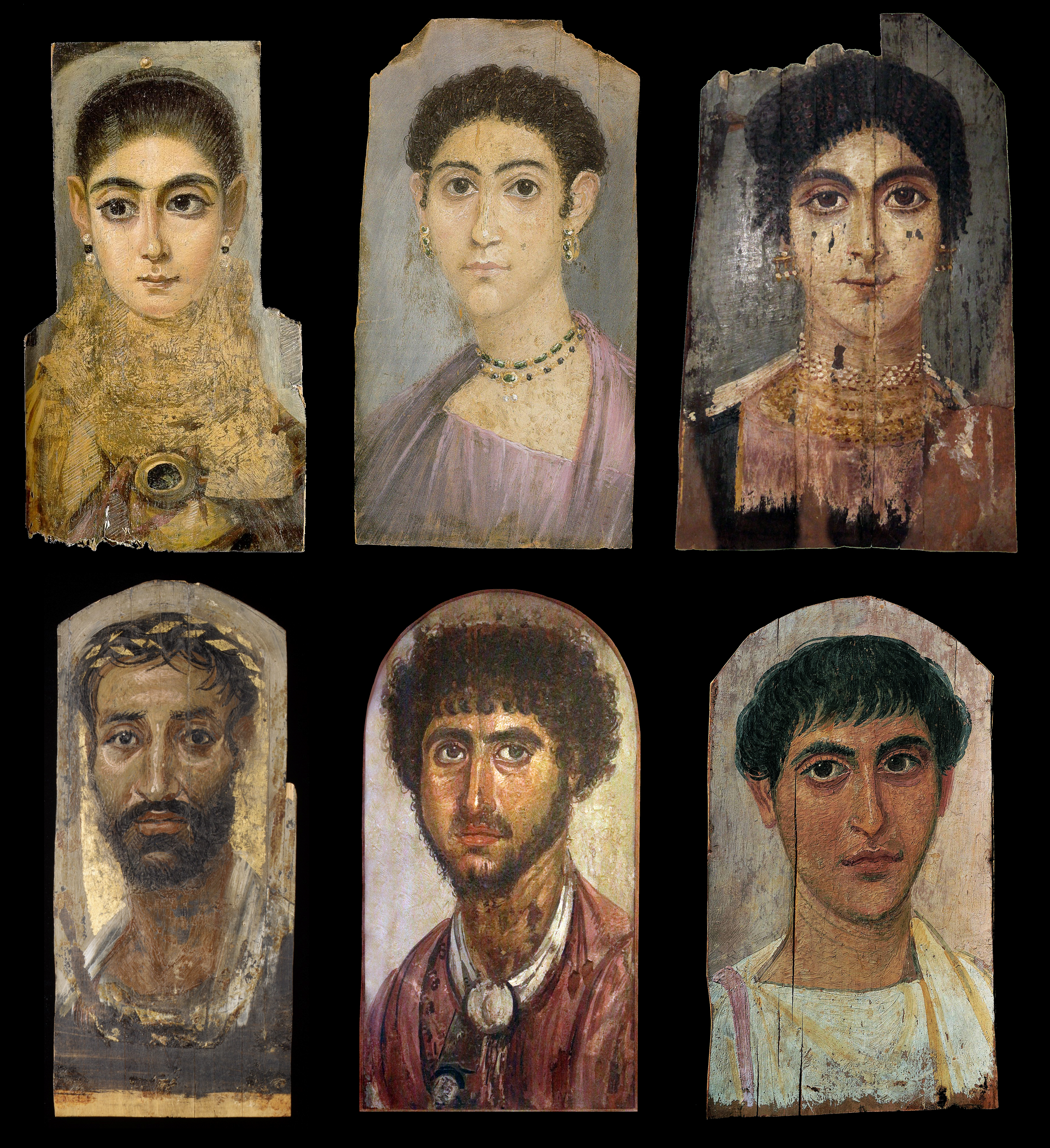
Seis de los retratos de momias de Fayum, pinturas contemporáneas de personas en el Egipto romano desde el hasta el

El pueblo romano era el conjunto de ciudadanos romanos (en latín: Rōmānī; en griego: Ῥωμαῖοι transliteración: Rhōmaîoi) durante el Reino romano, la República romana y el Imperio romano. Este concepto sufrió cambios considerables a lo largo de la larga historia de la civilización romana, a medida que sus fronteras se expandían y contraían. Originalmente solo incluía a los latinos de la propia Roma, la ciudadanía romana se extendió al resto de los pueblos itálicos en el siglo i a. C. y a casi todos los súbditos del imperio romano a finales de la Antigüedad. En su apogeo, los romanos gobernaron grandes partes de Europa, Cercano Oriente y el norte de África a través de conquistas realizadas durante la República romana y el posterior Imperio romano. Aunque se define principalmente como una ciudadanía, la «romanidad» también se ha descrito de diversas maneras como una identidad cultural, una nacionalidad o una multietnicidad que finalmente abarcó una vasta diversidad regional.
Las concesiones de ciudadanía, el crecimiento demográfico y las colonias militares y de asentamiento incrementaron rápidamente el número de ciudadanos romanos. Este aumento alcanzó su punto máximo con la Constitución Antonina del emperador Caracalla del año 212 d. C., que extendió los derechos de ciudadanía a todos los habitantes libres del imperio. La identidad romana proporcionó un mayor sentido de identidad común y cobró importancia para distinguirse de los no romanos, como los colonos bárbaros y los invasores. La cultura romana distaba mucho de ser homogénea; si bien existía un lenguaje cultural común, una de las fortalezas del Imperio romano residía también en su capacidad para incorporar tradiciones de otras culturas, en particular, pero no exclusivamente, de Grecia.
El colapso del Imperio romano de Occidente en el siglo v puso fin a la dominación política del Imperio Romano en Europa Occidental, pero la identidad romana sobrevivió en Occidente como un importante recurso político. Debido a los fracasos del Imperio romano de Oriente, también llamado Imperio bizantino, en su intento de reconquistar y mantener el control de Occidente, y a la represión de los nuevos reinos germánicos, la identidad romana se desvaneció en Occidente, desapareciendo prácticamente en los siglos viii y ix. En el Oriente grecoparlante, aún bajo control imperial, la identidad romana sobrevivió hasta la caída del Imperio bizantino en 1453 y posteriormente.
Si bien la identidad romana se desvaneció en la mayoría de los territorios donde antaño fue prominente, en algunas regiones y pueblos demostró ser considerablemente más tenaz. En Italia, «romanos» (romani en latín e italiano) ha sido continua e ininterrumpidamente el gentilicio de los ciudadanos de Roma desde la fundación de la ciudad hasta la actualidad. Durante el Imperio romano de Oriente y durante algún tiempo después de su caída, los griegos se identificaban como romioi o nombres relacionados. En Suiza, varios nombres son referencias romanas: los romandos (suizos de habla francesa) y los romanches (suizos de habla romanche). Varios nombres derivan del latín romani (como los rumanos, arrumanos, dacorrumanos, meglenorrumanos e istrorrumanos), o del germánico walhaz (un término que originalmente se refería a los romanos; adoptado en la forma valaco como autodenominación de los meglenorrumanos).